# Hrvatski malonogometni kup
Hrvatski malonogometni kup je natjecanje u kojem sudjeluju svi malonogometni (futsal) klubovi s područja Hrvatske.

## Dosadašnji sudionici završnice
| sezona    | pobjednik                   | finalist                     |
| --------- | --------------------------- | ---------------------------- |
| 1993./94. | Foto Ante Stojan Split      | Petrinjčica (Petrinja)       |
| 1994./95. | Glama Brijeg Aurum Zagreb   | Oktogon Elab Zagreb          |
| 1995./96. | Uspinjača Ferax Zagreb      | Petrinjčica Idis (Petrinja)  |
| 1996./97. | Uspinjača Ferax Zagreb      | Split 1700                   |
| 1997./98. | Square Dubrovnik            | Split 1700                   |
| 1998./99. | Promet Orkan Zagreb         | Square Dubrovnik             |
| 1999./00. | Glama Brijeg Agram (Zagreb) | Plehan Split                 |
| 2000./01. | Split 1700                  | Square Dubrovnik             |
| 2001./02. | Split 1700                  | Croatia Perković             |
| 2002./03. | Split Gašperov              | Split Ship Management        |
| 2003./04. | Orkan Zagreb                | Square Dubrovnik             |
| 2004./05. | Split Gašperov              | Orkan Valten Križevci Zagreb |
| 2005./06. | Brodsplit Inženjering Split | Orkan Profectus Zagreb       |
| 2006./07. | Uspinjača Zagreb            | Gospić                       |
| 2007./08. | Gospić                      | Split Brodsplit Inženjering  |
| 2008./09. | Nacional Zagreb             | Split Brodsplit Inženjering  |
| 2009./10. | Nacional Zagreb             | Inero Split                  |
| 2010./11. | Split Brodsplit Inženjering | Uspinjača Zagreb             |
| 2011./12. | Split Brodsplit Inženjering | Nacional Zagreb              |
| 2012./13. | Kijevo Knin                 | Uspinjača Zagreb             |
| 2013./14. | Split Tommy                 | Square Dubrovnik             |
| 2014./15. | Nacional Zagreb             | Square Dubrovnik             |
| 2015./16. | Split Tommy                 | Nacional Zagreb              |
| 2016./17. | Nacional Zagreb             | Split Tommy                  |
| 2017./18. | Split Tommy                 | Vrgorac                      |
| 2018./19. | Uspinjača Gimka Zagreb      | Alumnus Sesvete              |
| 2019./20. | Uspinjača Gimka Zagreb      | Olmissum Omiš                |
| 2020./21. | Olmissum Omiš               | Vrgorac                      |
| 2021./22. | Novo Vrijeme Makarska       | Olmissum Omiš                |
| 2022./23. | Stanoinvest Futsal Pula     | Šibenik 1983                 |
| 2023./24. | Stanoinvest Futsal Pula     | Olmissum Omiš                |

## Vanjske poveznice
- Futsal HMNK 23/24 na stranicama HNS-a
- hns-cff.hr, Hrvatski malonogometni kup  Arhivirana inačica izvorne stranice od 15. kolovoza 2023. (Wayback Machine)
- crofutsal.com, Hrvatski malonogometni kup